# Betolakodók (film, 2011)
A Betolakodók (eredeti cím: Intruders) 2011-ben bemutatott spanyol horrorfilm, melyet Juan Carlos Fresnadillo rendezett, valamint Nicolás Casariego és Jaime Marques írt. A főszerepben Clive Owen, Carice van Houten és Ella Purnell látható.

## Történet
Habár senki sem látja, Árnyékarc ott bujkál minden sarokban. Kétségbeesetten keresi a szeretetet, de csak félelmet és gyűlöletet terjeszt. Belemászik John Farrow életébe, mielőtt Farrow szeretett 12 éves lánya, Mia is ugyanúgy az otthonukban átéli. A valós és az elképzelt valóság közötti határ, mint hasadék, kezd felszakadozni a családon belül. Úgy tűnik, hogy semmilyen biztonsági intézkedés nem tudja távol tartani Árnyékarcot.

## Szereplők
- Clive Owen – John Farrow (László Zsolt)
- Carice van Houten – Susanna (Bánfalvi Eszter)
- Ella Purnell – Mia Farrow (Károlyi Lili)
- Pilar López de Ayala – Luisa
- Izan Corchero – Juan
- Michael Nardone – Frank (Törköly Levente)
- Daniel Brühl – Antonio atya (eredeti nyelven)
- Mark Wingett – Nagyapa
- Lolita Chakrabarti – Dr. Roy
- Kerry Fox – Dr. Rachel